# Sindred de Toledo
Sindred o Sindered (Sinderedus o Sindredus en llatí), fou l'últim Arquebisbe de Toledo visigòtic (c. 710).
Segons almenys un cronista, el suposa arquebisbe durant el regnat de Vítiza (694-710), durant la qual suposadament va participar en el desafiament de Vítiza a l'autoritat de l'església durant els últims nou anys del seu regnat. Es diu que Sindred havia obeït les ordres del rei "mitjançant l'assetjament continu i perseguint als homes de gran integritat entre el clergat" en el regne, Corrupte, castigà estrictament diversos clergues que havien criticat Vítiza per la seva tirania i la seva vida dissoluta. És fiable que, d'acord amb la Crònica de 754, ja sigui ell o Gunderic va instituir algun tipus de pressió.
En el moment de l'ocupació musulmana, Sindred, partidari del rei Roderic, va fugir cap a Itàlia poc després de la batalla de Guadalete a 711. Quan era a Roma, Sindred va assistir al concili que el papa Gregori II presidí l'any 721 contra els casaments il·lícits dels clergues. Sindred va signar amb títol de bisbe ex Hispania (Sinderedus episcopus ex Hispania).